# Josef Holub (botanik)
Josef Holub (5. února 1930, Mladá Boleslav – 23. července 1999, tamtéž) byl československý a český botanik-taxonom a nomenklatorista cévnatých rostlin.

## Profesní dráha
Po absolvování přírodovědecké fakulty Univerzity Karlovy v roce 1953 byl do roku 1956 aspirantem u prof. RNDr. Jaromíra Kliky, DrSc. Po získání doktorátu začal kariéru jako asistent, později učitel a nakonec kurátor herbářů na Univerzitě Karlově.
V roce 1961 se stal vědeckým pracovníkem Botanického ústavu Akademie věd České republiky (AV) v Průhonicích, kde se záhy objevil v roli vedoucího taxonomického oddělení. Podílel se na založení oddělení biosystematiky a časopisu Folia Geobotanica a Phytotaxonomica (později přejmenovaném na Folia Geobotanica), kde byl členem redakční rady a po více než 30 let jedním z významných přispěvatelů. Na svou Alma mater byl ale jen zřídka zván k vyučování.
Při působení v AV byl jednou z vůdčích osobností s obrovským rozhledem v klasické terénní botanice. Jeho velmi citovanou prací byl v roce 1967 vydaný Přehled rostlinných společenstev Československa. Zasloužil se o vydání Květeny ČSR, pro kterou mj. zpracoval složité apomiktické rody hloh a ostružiník i nelehké rody bolševník, vrbovka, hořeček atd. Poskytoval své znalosti i pro jiná díla jako např. Atlas Florae Europaea, Index Holmiensis, Flora Iberica, Flora von Mitteleuropa. Od druhé poloviny 20. století zásadně ovlivňoval činnost České botanické společnosti jako vědecký tajemník a od roku 1991 jako její předseda. V roce 1990 se Josef Holub stal vedoucím redaktorem časopisu Preslia, který svou pílí a vědeckou erudicí dovedl do současné podoby. Byl mimořádně aktivní a pečlivý při organizování vědeckých konferencí i terénních exkurzí. Podstatně se podílel na prvých studiích ohrožených druhů rostlin v České republice a na Slovensku, které vedly k vytvoření národních Červených seznamů.
Hlavními obory jeho výzkumu byly taxonomie a nomenklatorika cévnatých rostlin. Přestože patřil ke generaci vyrostlé na principech klasických morfologických metod, dovedl akceptovat a používat nové metodické inovace spojené s vývojem v biosystematice. Podstatnou část svých mimořádných dovedností a znalostí věnoval názvoslovným studiím taxonů na subgenerické úrovni. Rozsah jeho práce nejlépe dokumentuje to, že v IPNI je jeho standardní autorská zkratka „Holub“ uvedena ve 2623 případech.
Josef Holub zůstal přes zhoršené zdraví i v pozdějších letech stejně aktivní a pracovitý. Zemřel na srdeční selhání při botanické exkurzi, poblíž města, kde se téměř před 70 lety narodil, u Mladé Boleslavi.